# Liste du patrimoine immobilier classé d'Awans
Cette page regroupe l'ensemble du patrimoine immobilier classé de la commune belge d'Awans.
| Objet                                                                                               | Année de construction / Architecte | Adresse               | Section communale | Coordonnées                      | Numéro d’inventaire | Illustration                                                                                        |
| --------------------------------------------------------------------------------------------------- | ---------------------------------- | --------------------- | ----------------- | -------------------------------- | ------------------- | --------------------------------------------------------------------------------------------------- |
| L'ensemble formé par l'église Sainte Agathe et ses abords                                           |                                    | Rue de l'Eglise, n°19 |                   | 50° 39′ 52″ nord, 5° 27′ 40″ est | 62006-CLT-0001-01   | L'ensemble formé par l'église Sainte Agathe et ses abords                                           |
| Le Parc d'Awans                                                                                     |                                    | Rue du Château, n°1   |                   | 50° 40′ 08″ nord, 5° 28′ 20″ est | 62006-CLT-0003-01   | Image manquanteTéléverser                                                                           |
| Deux Châtaigniers                                                                                   |                                    | Rue du Château        |                   | 50° 40′ 05″ nord, 5° 28′ 40″ est | 62006-CLT-0004-01   | Image manquanteTéléverser                                                                           |
| Perron se trouvant dans la cour du presbytère de Villers-l'Evêque, sis rue Fond du Roi Albert, n°18 |                                    |                       |                   | 50° 42′ 16″ nord, 5° 26′ 20″ est | 62006-CLT-0006-01   | Perron se trouvant dans la cour du presbytère de Villers-l'Evêque, sis rue Fond du Roi Albert, n°18 |
| L'église Notre-Dame, anciennement église de la Sainte-Vierge (chœur et transept Nord)               |                                    |                       |                   | 50° 42′ 17″ nord, 5° 26′ 25″ est | 62006-CLT-0007-01   | L'église Notre-Dame, anciennement église de la Sainte-Vierge (chœur et transept Nord)               |
| L'église Sainte-Agathe d'Awans                                                                      |                                    | Rue de l'Eglise       |                   | 50° 39′ 52″ nord, 5° 27′ 42″ est | 62006-CLT-0008-01   | L'église Sainte-Agathe d'Awans                                                                      |
| Tumulus d'Othée (M) et sa zone de protection (ZP)                                                   |                                    |                       |                   | 50° 43′ 24″ nord, 5° 27′ 35″ est | 62006-CLT-0009-01   | Tumulus d'Othée (M) et sa zone de protection (ZP)                                                   |
| Le site archéologique du tumulus dit Grosse tombe                                                   |                                    |                       |                   | 50° 43′ 24″ nord, 5° 27′ 35″ est | 62006-PEX-0001-01   | Le site archéologique du tumulus dit Grosse tombe                                                   |